# Витория (Италия)
Вижте пояснителната страница за други значения на Витория.
Вито̀рия (на италиански: Vittoria) е град и община в южна Италия, провинция Рагуза, в автономен регион и остров Сицилия. Разположен е на 168 надморска височина. Населението на града е 63 332 души (към 30 декември 2010 г.).